# Parlamentswahl in Tunesien 1999

Sitzverteilung:
Konstitutionelle Demokratische Sammlung, 148 Sitze
Bewegung Sozialistischer Demokraten, 13 Sitze
Partei der Volkseinheit, 7 Sitze
Unionistische Demokratische Union, 7 Sitze
Ettajdid, 5 Sitze
Sozialliberale Partei, 2 Sitze

Die Parlamentswahl in Tunesien 1999 fand am  24. Oktober des Jahres gleichzeitig mit der Präsidentschaftswahl statt.

## Wahlablauf
Bei der Parlamentswahl wurden die Mitglieder der Abgeordnetenkammer bestimmt. Es standen 182 Parlamentssitze zur Wahl.

## Offizielles Wahlergebnis
| Parteien                 | Parteien                                      | Anteil  | Sitze | ±  |
| ------------------------ | --------------------------------------------- | ------- | ----- | -- |
|                          | Konstitutionelle Demokratische Sammlung (RCD) | 81,32 % | 148   | +4 |
|                          | Bewegung Sozialistischer Demokraten (MDS)     | 7,14 %  | 13    | +3 |
|                          | Partei der Volkseinheit (PUP)                 | 3,85 %  | 7     | +5 |
|                          | Unionistische Demokratische Union (UDU)       | 3,85 %  | 7     | +4 |
|                          | Ettajdid                                      | 2,75 %  | 5     | +1 |
|                          | Sozialliberale Partei (PSL)                   | 1,10 %  | 2     | +2 |
|                          | Sonstige                                      | —       | —     | -  |
|                          | Gesamt                                        |         | 182   |    |
| Wahlbeteiligung = 91,5 % |                                               |         |       |    |
| Quelle:                  |                                               |         |       |    |

Die Regierungspartei Konstitutionelle Demokratische Sammlung (RCD) gewann die Wahl mit 81,32 % und stellte somit 148 der 182 Sitze im Parlament. Zweitstärkste Partei wurde die Bewegung Sozialistischer Demokraten (MDS) mit 7,14 %. Auf dem dritten Platz folgte die Partei der Volkseinheit (PUP) und die Unionistische Demokratische Union (UDU) mit jeweils 3,85 %.